# Молдавский язык на Украине
Молдавский язык (рум. limba moldovenească) — одно из официальных названий румынского языка на Украине, имеет тот же литературный стандарт.

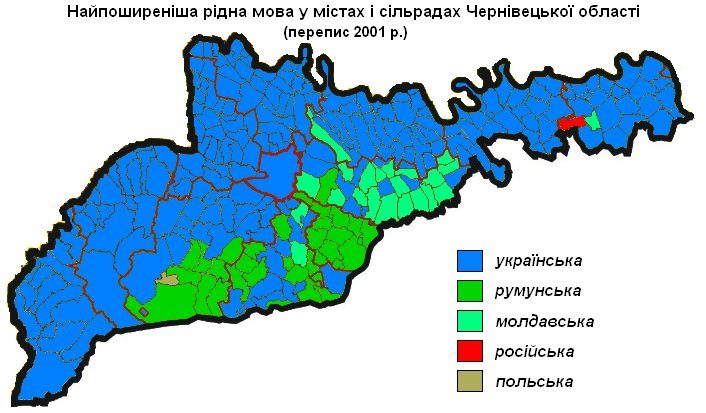
Самый распространенный родной язык в городах и сельсоветах Черновицкой области по переписи 2001 г.

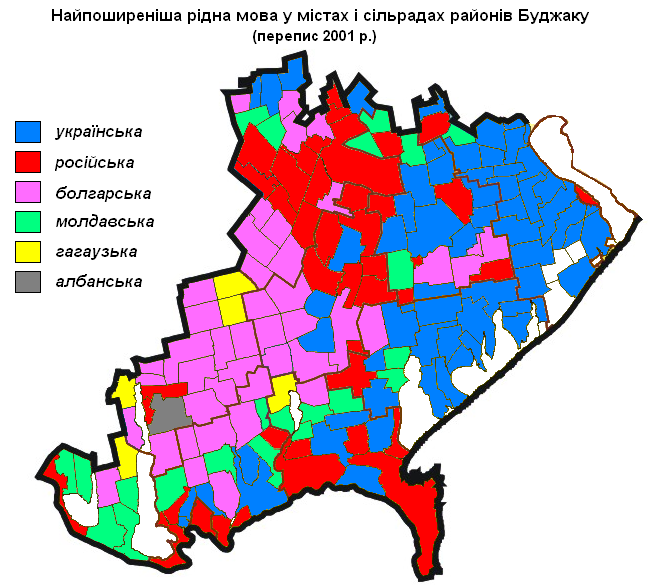
Самый распространенный родной язык в городах и сельсоветах Буджака (юг Одесской области) по переписи 2001 г.

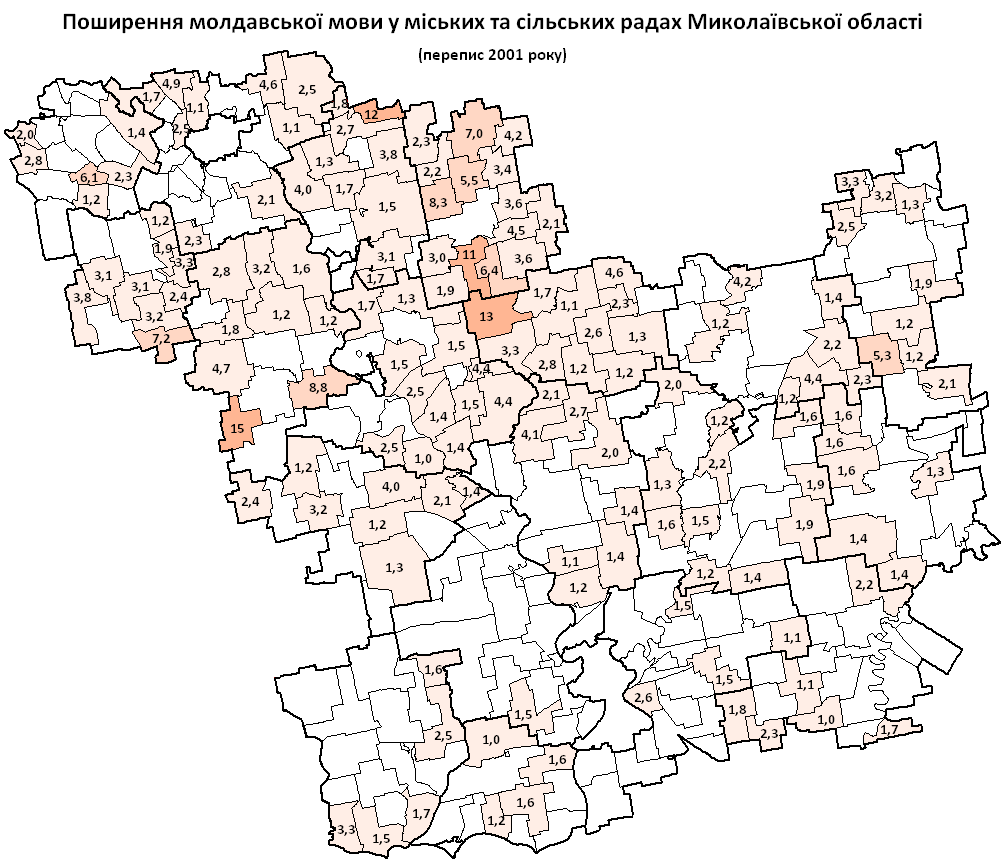
Распространение молдавского языка в городских и сельских советах Николаевской области по переписи 2001 г.

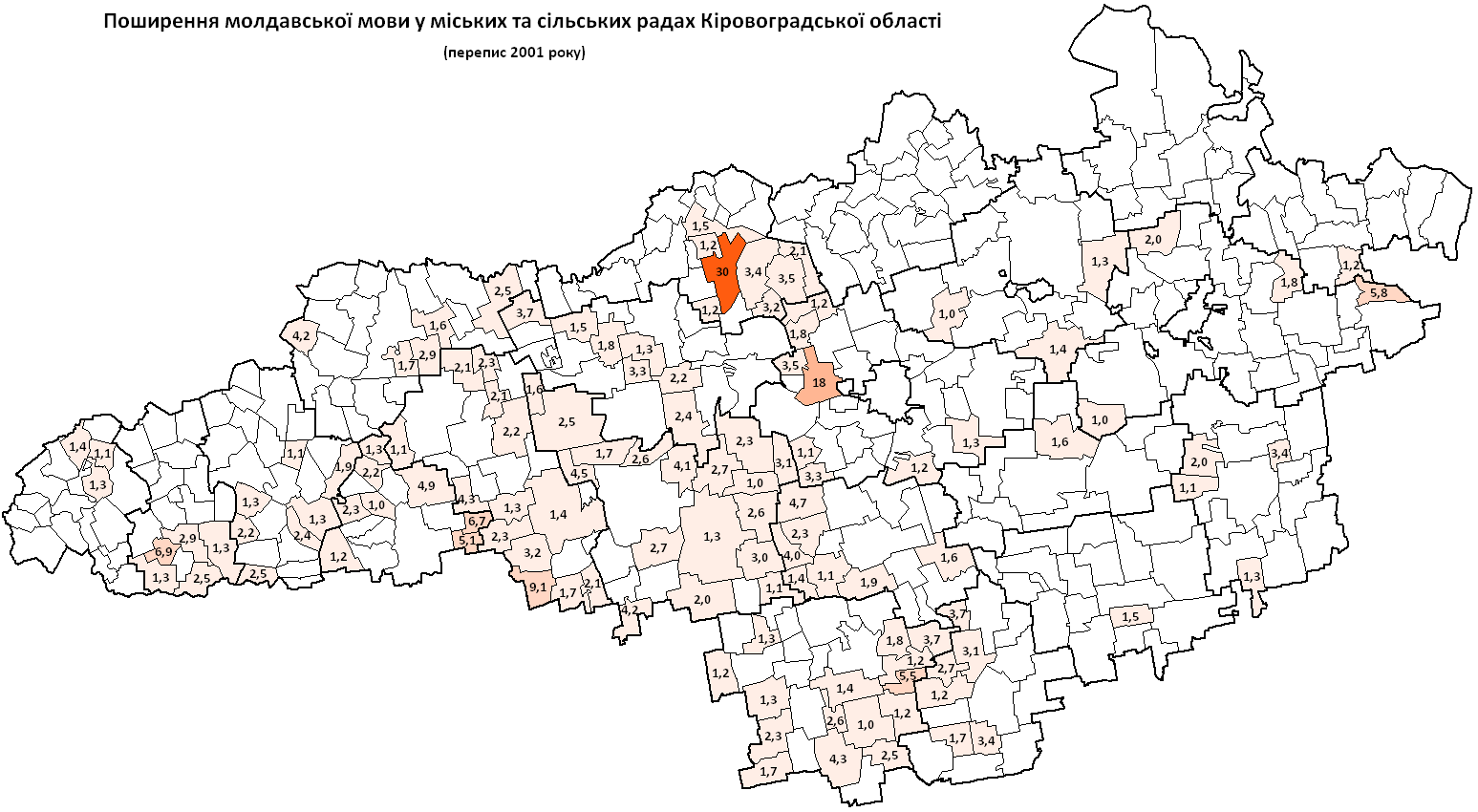
Распространение молдавского языка в городских и сельских советах Кировоградской области по переписи 2001 г.

В Украине на официальном уровне используется исключительно прилагательное молдовский. Прилагательное молдавский считается русизмом. Например, все учебники, печатающие в Украине для школ с изучением языков национальных меньшинств, содержат исключительно прилагательное «молдовский», как производное от названия государства «Молдова». Свободное владение молдавским языком среди молдован Украины по данным переписей:
- 2001 — 78,9 %
- 1989 — 84,3 %

Родной язык молдован Украины по переписям:
|            | 1979 | 1989 | 2001 |
| ---------- | ---- | ---- | ---- |
| молдавский | 79,9 | 78,0 | 70,0 |
| русский    | 14,1 | 15,5 | 17,6 |
| украинский | 5,7  | 6,1  | 10,7 |
| другой     | 0,3  | 0,4  | 1,7  |

Районы, где молдавский язык является родным для более чем 5 % населения по результатам переписи 2001 года:
| Город/Район                 | Область     | Родной язык молдавский | Молдоване по национальности | Молдовоязычные молдаване |
| --------------------------- | ----------- | ---------------------- | --------------------------- | ------------------------ |
| Новоселицкий район          | Черновицкая | 54,7 %                 | 57,5 %                      | 95 %                     |
| Ренийский район             | Одесская    | 40,8 %                 | 49,0 %                      | 83 %                     |
| Измаильский район           | Одесская    | 26,2 %                 | 27,6 %                      | 95 %                     |
| Подольский район            | Одесская    | 22,8 %                 | 25,9 %                      | 88 %                     |
| Саратский район             | Одесская    | 17,6 %                 | 19,0 %                      | 93 %                     |
| Ананьевский район           | Одесская    | 16,1 %                 | 18,1 %                      | 89 %                     |
| Килийский район             | Одесская    | 12,8 %                 | 15,8 %                      | 81 %                     |
| Тарутинский район           | Одесская    | 12,7 %                 | 16,5 %                      | 77 %                     |
| Татарбунарский район        | Одесская    | 8,5 %                  | 9,4 %                       | 90 %                     |
| Хотинский район             | Черновицкая | 6,9 %                  | 7,1 %                       | 98 %                     |
| Окнянский район             | Одесская    | 6,9 %                  | 11,0 %                      | 62 %                     |
| Глубокский район            | Черновицкая | 5,9 %                  | 6,1 %                       | 96 %                     |
| Белгород-Днестровский район | Одесская    | 5,0 %                  | 6,2 %                       | 81 %                     |